# Stárkov
Stárkov (deutsch: Starkstadt) ist eine Stadt in Tschechien. Sie liegt 13 Kilometer nördlich von Náchod und gehört zum Okres Náchod.

## Geographie

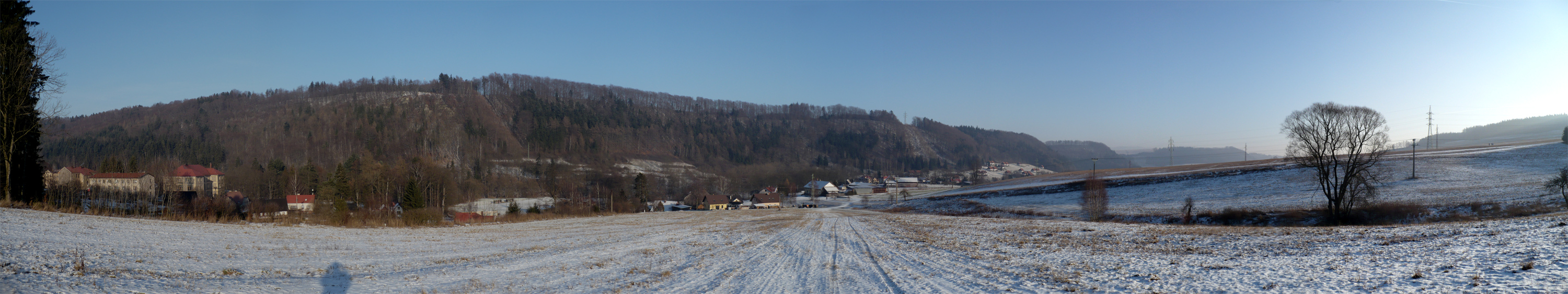
Panorama der Stadt und ihrer Umgebung

Die Stadt liegt am Zusammenfluss der Flüsse Jívka (Jibka) und Dřevíč (Erlitz). Nachbarorte sind Skalka und Vlásenka im Norden, Česká Metuje im Nordosten, Maršov nad Metují im Osten, Horní Dřevíč im Südosten, Zada im Süden, Bystré im Südwesten, Jívka im Westen sowie Vápenka im Nordwesten.

## Geschichte

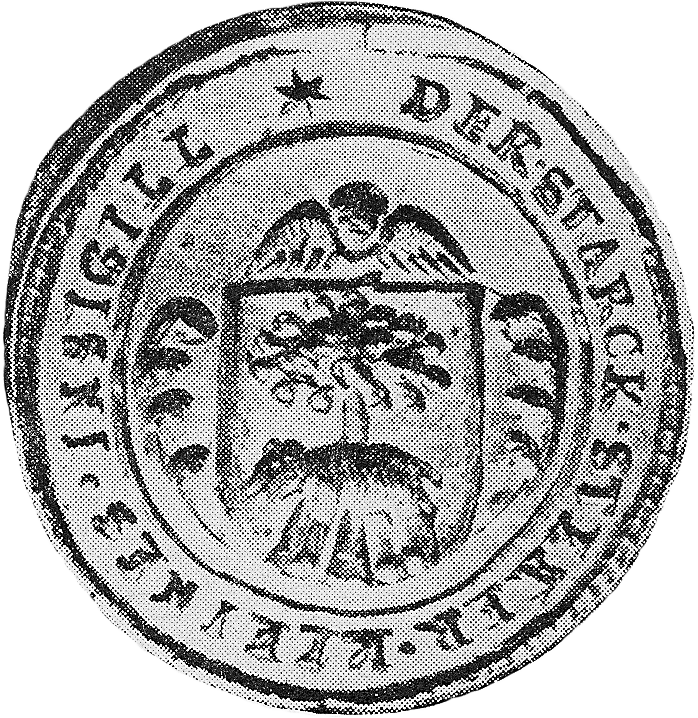
Altes Stadtsiegel mit der Umschrift DER STARCKSTETER KLEINES INSIGILL

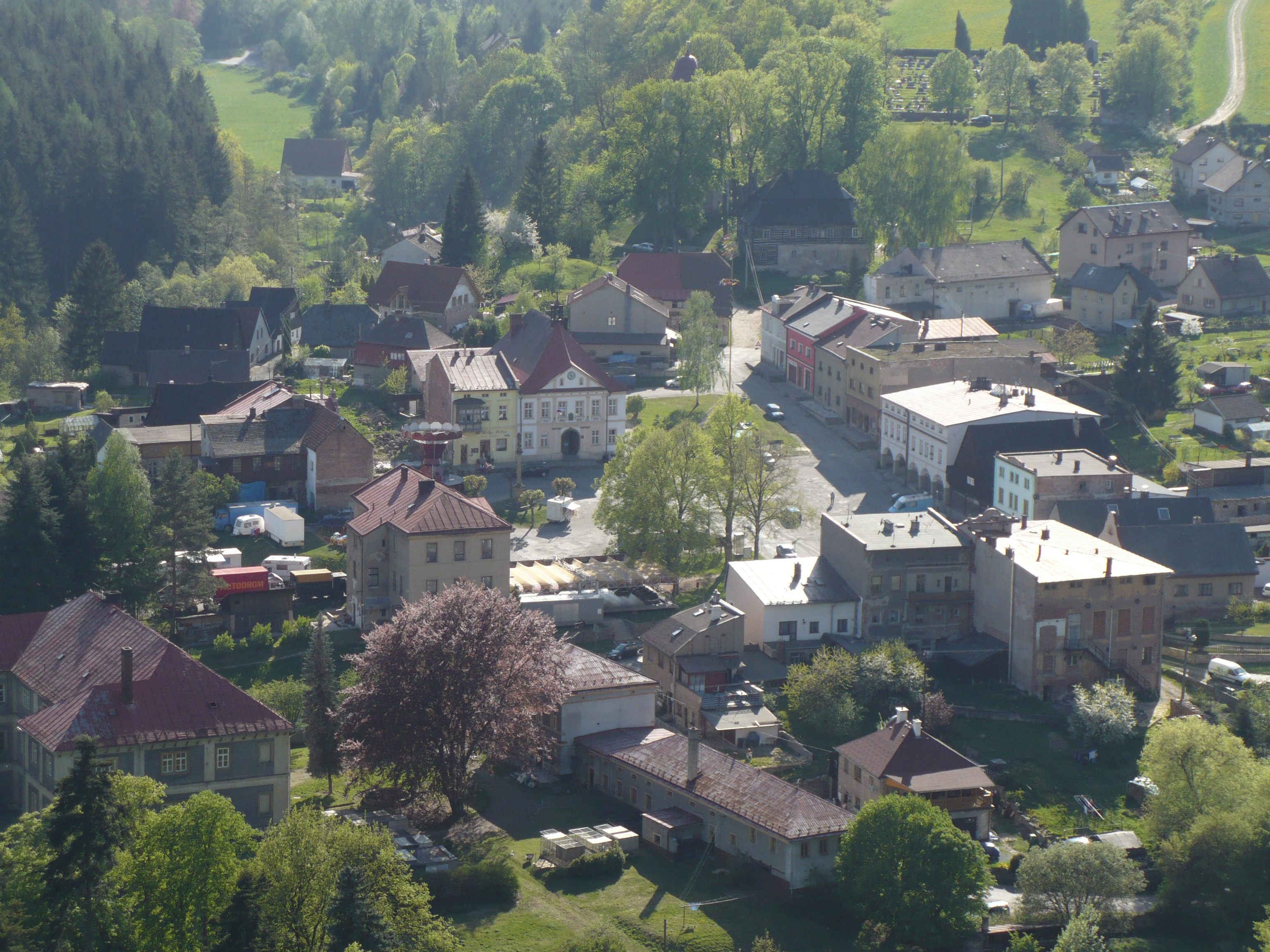
Stadtzentrum

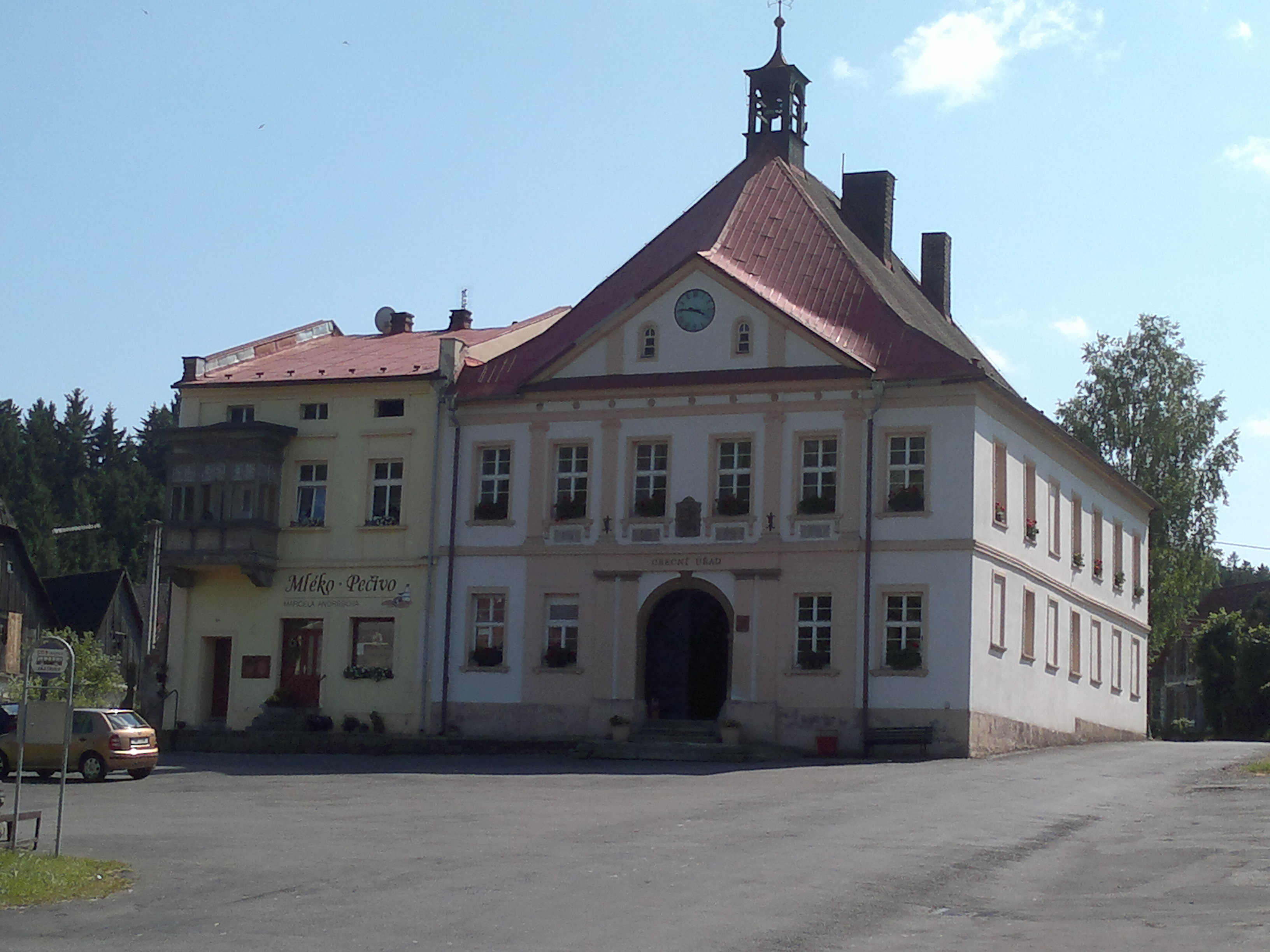
Rathaus

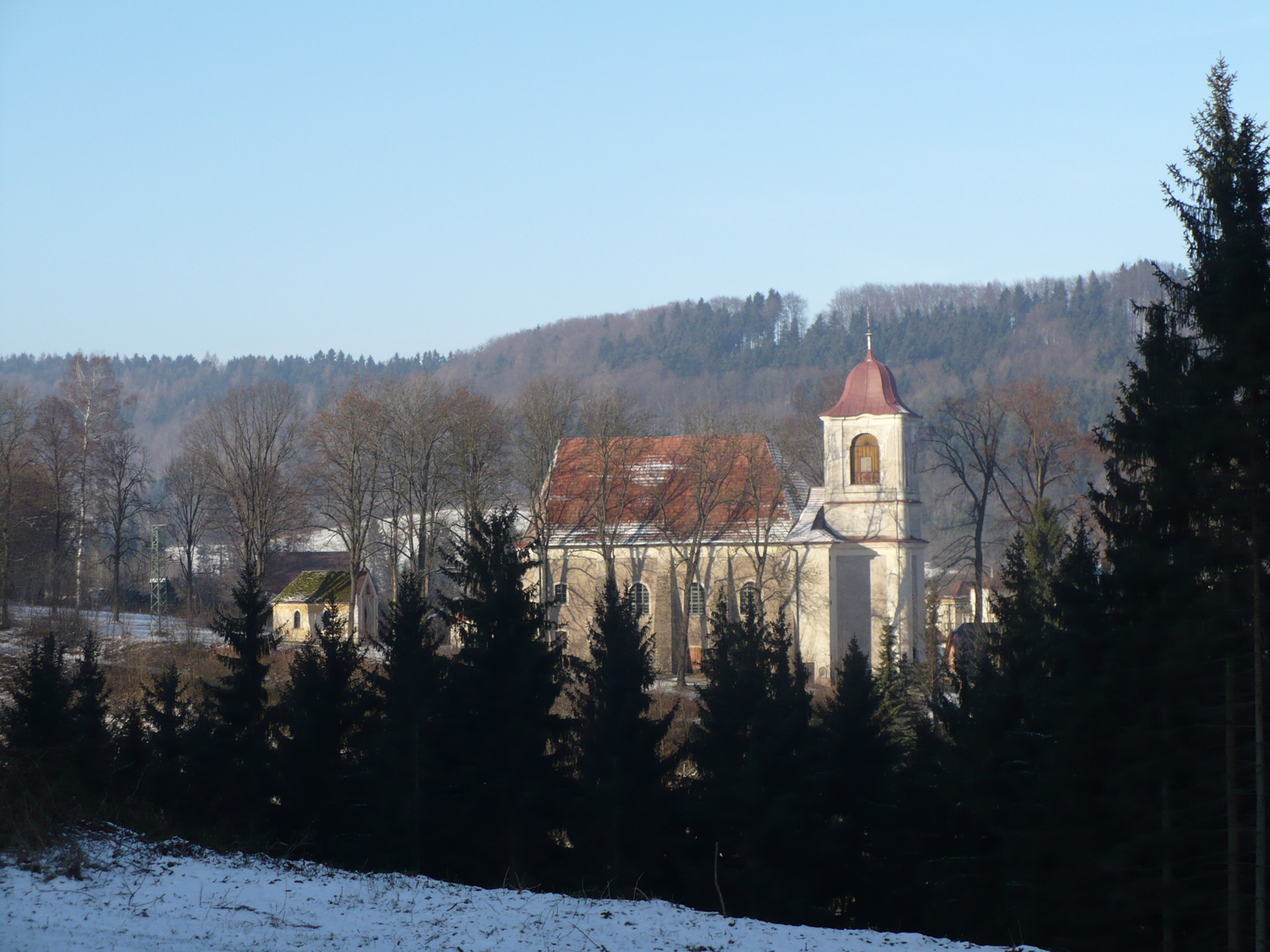
Pfarrkirche St. Josef

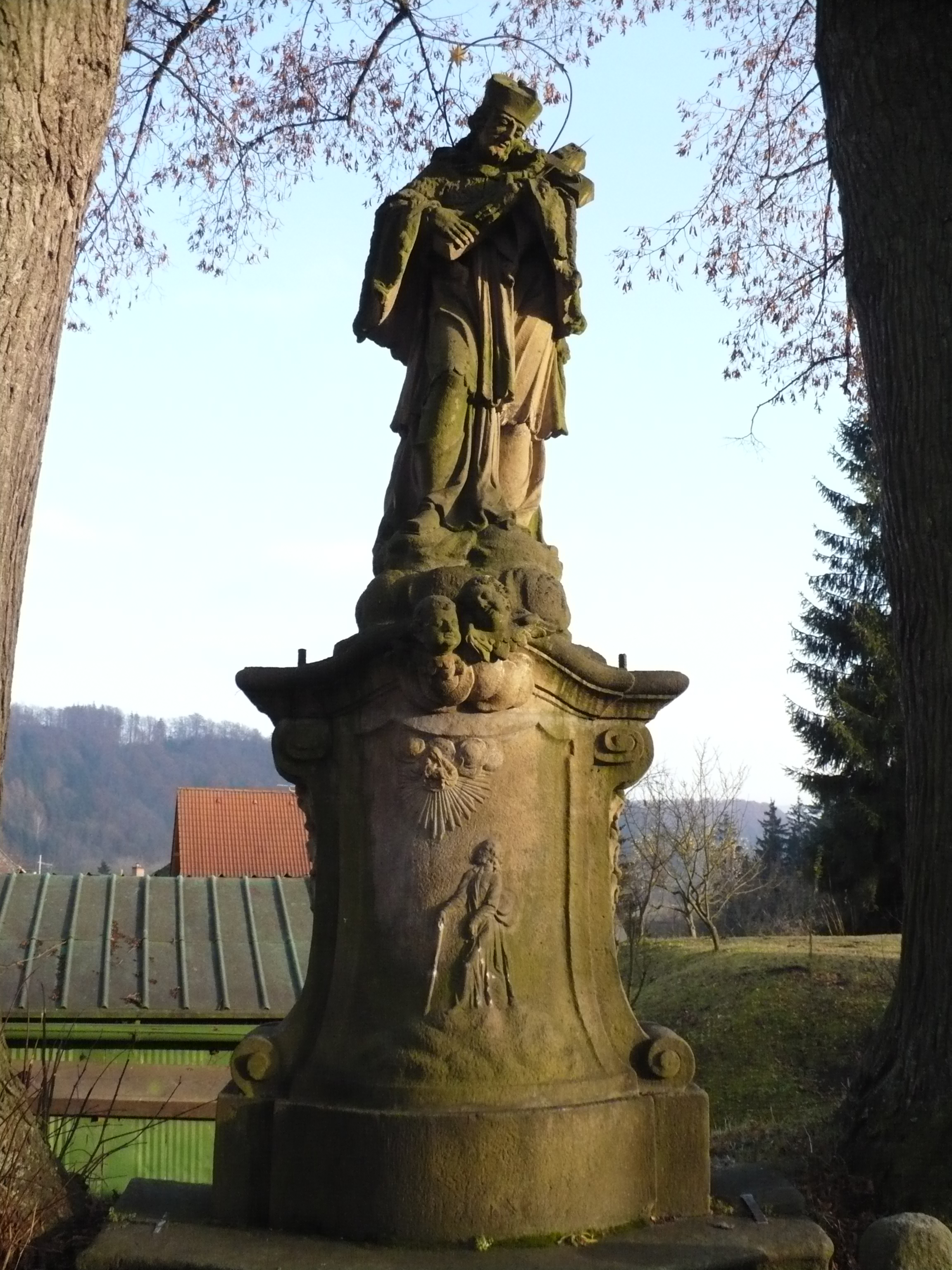
Statue des hl. Johannes von Nepomuk von 1752

Der Ort entstand um 1250 im Zuge der Kolonisationstätigkeit der Herren von Skalitz. Erstmals urkundlich erwähnt wurde Starkinstat im Jahre 1321, als ein „Buchusius de Starkinstat“ genannt wurde, der in einem Kastell am Platz des späteren Schlosses residierte. Die hiesige Pfarrkirche hatte bereits im Jahr 1384 ihren eigenen Seelsorger.
Um 1393 erwarb Matthäus Salava von Leipa den Besitz. Er ließ die Burg Skály errichten, und Starkinstat wurde eines der zur Herrschaft Skály (auch: Skalka) zugehörigen Dörfer. Im Jahre 1544 erwarben die Žehušický von Nestájov die Herrschaft. Unter Bernhard Žehušický erfolgte 1546 der Bau des Schlosses. Dessen Sohn Hertwig Žehušický erhob Starkinstat am 1. September 1573 zur Stadt und verlieh ihr ein Wappen. Die Stadt wurde zum Zentrum der Herrschaft Skály und besaß umfangreiche Rechte, die bis zum Entzug durch den böhmischen Landesherrn, Kaiser Joseph I. im Jahre 1709 auch die Peinliche Gerichtsbarkeit einschlossen.
1582 erwarben die Čertorejský von Čertorej den Besitz. Im Zuge der Erbteilung zwischen den Brüdern Věněk Skoch und Bernart Hertvík Čertorejský von Čertorej, Landeshauptmann des Königgrätzer Kreises († 14. Februar 1654), wurde die Herrschaft Katzenstein (Skály) 1625 geteilt; Bernart Hertvík erhielt Starkstadt. Am 17. Oktober 1673 erwarb Johann Franz von Kaiserstein die Herrschaft Starkstadt. Die Familie von Kaiserstein besaß das Schloss bis zum Jahre 1924. Die Kaisersteiner errichteten eine Brauerei. Nach der Ablösung der Patrimonialherrschaften wurde Starkstadt 1848 zur selbständigen Stadt, zu der der Ortsteil Wapenka gehörte. Die Dörfer Wüstrei und Chliwitz wurden ebenfalls selbständig. Ab 1850 gehörte der Ort zum Gerichtsbezirk Wekelsdorf bzw. zum späteren Bezirk Braunau.
In der Mitte des 19. Jahrhunderts begann der Steinkohlenbergbau. In Wüstrei wurde 1840 der Karlschacht aufgeschlossen, der eine Stollnlänge von 3,6 Kilometern erreichte. 1858 begann die Abteufung der Zeche St. Klara. Im Jahre 1880 erfolgte in Starkstadt die Errichtung einer staatlichen Webereifachschule. Zwischen 1880 und 1890 wurden die Zechen wegen Wassereinbrüchen stillgelegt und der Steinkohlenbergbau in die Gegend von Hertin, Schwadowitz und Radowenz verlagert. Starkstadt hatte im Jahre 1900 994 Einwohner, von denen 978 Deutsche waren. Am Ausgang des 19. Jahrhunderts hatte Starkstadt eine Fachschule für Weberei, eine Bierbrauerei, eine Baumwollweberei und ein Sägewerk. 1910 wurde die Mechanische Weberei von Josef Wolf gegründet.
Nach dem Ersten Weltkrieg wurde Starkstadt 1919 der neu geschaffenen Tschechoslowakei zugeschlagen. Kurz darauf entstand die erste private Konditorei-Fachschule der Tschechoslowakei in Starkstadt. 1924 erwarb der Fabrikant Pejskar aus Politz das Schloss mit dem zugehörigen Grundbesitz. 1930 lebten in der Stadt 892 Menschen, darunter 777 Deutsche. 1934 wurde die Webereischule geschlossen.
Aufgrund des Münchner Abkommens erfolgte 1938 die Angliederung an das Deutsche Reich, und ab 1939 gehörte Starkstadt zum Landkreis Braunau, Regierungsbezirk Aussig, im Reichsgau Sudetenland.
Nach dem Ende des Zweiten Weltkrieges wurden die Deutschen vertrieben und das Schloss enteignet, das zum Sitz des Ortsnationalausschusses wurde. 1950 wurden Stárkov und Horní Dřevíč zusammengeschlossen. In den 1950er Jahren verlor Stárkov die Stadtrechte. 1960 erfolgte die Eingemeindung von Bystré und Chlívce. Auf Grund der kommunistischen Landwirtschaftreformen wurden die Molkerei und die Brauerei geschlossen. Das Schloss wurde später als ein Altenheim genutzt. Nach der Samtenen Revolution erhielt die Familie Pejskar einem Teil ihrer Ländereien und das Schloss zurück. Seit dem 24. Jänner 2007 ist Stárkov wieder eine Stadt.

## Ortsgliederung
Die Stadt Stárkov besteht aus den Ortsteilen Bystré (Wüstrei), Chlívce (Chliwitz), Horní Dřevíč (Ober Drewitsch), Stárkov (Starkstadt) und Vápenka (Wapenka).

## Sehenswürdigkeiten
- Schloss Stárkov, erbaut 1546 und in den Jahren 1681–1691 umgebaut
- Pfarrkirche St. Josef, erbaut 1656–1659 von Bohuslav Ungnad an Stelle der abgebrannten St.-Barbara-Kirche aus dem Jahre 1321 und 1765 um den Kirchturmanbau erweitert
- Statue des hl. Johannes von Nepomuk von 1752
- Kreuzweg, 1755 gestiftet durch Johann Georg Schroll und 2002 restauriert
- Mariensäule auf dem Markt, errichtet 1726
- Rathaus
- Pfarrhaus, gezimmerter Bau von 1581, wiederaufgebaut 1660 nach einem Brand
- Marktplatz mit Laubenhäusern aus dem 19. Jahrhundert

## Einwohnerentwicklung
Bis 1945 war Starkstadt überwiegend von Deutschböhmen besiedelt, die vertrieben wurden.
| Jahr | Einwohner | Anmerkungen                                         |
| ---- | --------- | --------------------------------------------------- |
| 1830 | 0823      | in 148 Häusern, darunter eine israelitische Familie |
| 1834 | 0 842     | in 150 Häusern                                      |
| 1900 | 1.208     | deutsche Einwohner                                  |
| 1930 | 0 892     | [ 7 ]                                               |
| 1939 | 0749      | [ 7 ]                                               |

## Persönlichkeiten
- Anton Stonner (1895–1973), römisch-katholischer Geistlicher
- Kurt W. Streubel (1921–2002), Maler und Grafiker